# Inter Media Group
Inter Media Group – spółka (grupa) medialna na Ukrainie, założona w 2005 roku. Dyrektorem Generalnym Inter Media Group jest Hanna Bezludna.

## Struktura
Do Inter Media Group należą ukraińskie kanały telewizyjne: Inter, Inter+, NTN, K1, K2, Mega, Enter-film i Piksel TV.
Grupa została założona w roku 2005 przez Wałerija Choroszkowskiego. W 2005 został kupiony kanał Inter (61%), w styczniu 2007 kupione kanały K1, K2 oraz Megasport (100%), w grudniu 2007 kanał NTN (60%), w styczniu 2008 agencja informacyjna „Ukraińskie nowiny” (100%), w lipcu 2009 kanał NTN (100%), we wrześniu 2009 kanał MTV Ukraina.
W lutym 2013 Wałerij Choroszkowski sprzedał całkowicie akcje grupie finansowo-przemysłowej DF Group, właścicielem której jest Dmytro Firtasz.